# Letmossatjärnen
Letmossatjärnen är en sjö i Malung-Sälens kommun och Älvdalens kommun i Dalarna och ingår i Dalälvens huvudavrinningsområde. Sjön har en area på 0,0936 kvadratkilometer och ligger 510,1 meter över havet.

## Delavrinningsområde
Letmossatjärnen ingår i det delavrinningsområde (677944-137332) som SMHI kallar för Utloppet av Smågarna. Medelhöjden är 498 meter över havet och ytan är 11,65 kvadratkilometer. Räknas de 3 avrinningsområdena uppströms in blir den ackumulerade arean 34,47 kvadratkilometer. Ögan som avvattnar avrinningsområdet har biflödesordning 5, vilket innebär att vattnet flödar genom totalt 5 vattendrag innan det når havet efter 446 kilometer. Avrinningsområdet består mestadels av skog (61 procent) och sankmarker (20 procent). Avrinningsområdet har 1,77 kvadratkilometer vattenytor vilket ger det en sjöprocent på 15,2 procent.